# Boicote
Boicote ou boicotagem é um ato de abstenção voluntária e intencional de usar, comprar ou lidar com uma pessoa, organização ou país como expressão de protesto, geralmente por razões sociais ou políticas. O objetivo de um boicote é infligir alguma perda econômica no alvo, ou para indicar uma indignação moral, para tentar obrigar o alvo a alterar um comportamento censurável.
Às vezes, um boicote pode ser uma forma de ativismo do consumidor, às vezes chamado de compra moral. Quando uma prática semelhante é legislada por um governo nacional, é conhecida como uma sanção.

## Origem do termo
A palavra boicote entrou na língua inglesa durante a "Guerra Agrária" irlandesa e vem do sobrenome do capitão irlandês Charles Boycott, o agente da terra de um senhorio ausente, Lord Erne, que morava em Lough Mask House, perto de Ballinrobe no condado de Mayo, Irlanda, que era sujeito ao ostracismo social organizado pela Liga Agrária Irlandesa em 1880. Como as colheitas haviam sido pobres naquele ano, Lord Erne ofereceu aos seus inquilinos uma redução de dez por cento em suas rendas. Em setembro daquele ano, os inquilinos protestantes exigiram uma redução de vinte e cinco por cento, que Lord Erne recusou. O capitão Boycott tentou então expulsar onze inquilinos da terra. Charles Stewart Parnell, em um discurso em Ennis antes dos eventos em Lough Mask, propôs que, quando se tratasse de inquilinos que levam fazendas onde outro inquilino foi despejado, ao invés de recorrer à violência, todos na localidade devem evitá-los. Enquanto o discurso de Parnell não se referia a agentes da terra ou proprietários, a tática foi aplicada pela primeira vez ao capitão Boycott quando o alarme foi levantado sobre os despejos. Apesar das dificuldades econômicas de curto prazo para aqueles que empreendem essa ação, Boycott logo se viu isolado - seus trabalhadores pararam de trabalhar nos campos e estábulos, bem como em sua casa. Os empresários locais pararam de negociar com ele, e o carteiro local se recusou a enviar o correio.
A ação concertada contra ele significou que Boycott não conseguiu contratar ninguém para colher os cultivos sob sua custódia. Eventualmente, 50 agricultores de Cavan e Monaghan se ofereceram para fazer o trabalho. Eles foram escoltados para e de Claremorris por mil policiais e soldados, apesar do fato de os líderes locais da Liga da Terra ter dito que não haveria violência por eles, e de fato não houve violência. Esta proteção acabou custando muito mais do que a colheita valeu. Após a colheita, o "boicote" foi continuado com sucesso. Em semanas, o nome de Boycott estava em toda parte. O repórter do New York Tribune, James Redpath, primeiro escreveu sobre o boicote na imprensa internacional. O autor irlandês, George Moore, relatou: "Como uma cometa, apareceu o verbo BOICOTE". Foi usado por The Times em novembro de 1880 como um termo para o isolamento organizado. De acordo com uma conta no livro The Fall of Feudalism in Ireland de Michael Davitt, o termo foi promovido pelo Pe. John O'Malley do condado de Mayo para "significar o ostracismo aplicado a um senhorio ou agente como Boicote". The Times primeiro relatório em 20 de novembro de 1880: "O povo de New Pallas resolveu" boicotá-los "e recusou-se a fornecer comida ou bebida". O Daily News escreveu em 13 de dezembro de 1880: "Já o coração mais forte está caindo de todos os lados ao medo de ser "boicotado". Em janeiro do ano seguinte, a palavra estava sendo usada no sentido figurativo: "Dame Nature surgiu ... Ela "boicotou" Londres de Kew para Mile End" (The Spectator, 22 de janeiro de 1881).

## História
Embora o termo ainda não tenha sido cunhado, a prática teve antecedentes desde pelo menos na década de 1830, quando a Convenção Nacional Negra incentivou o boicote a produtos feitos por escravos.
Em 1915, Mahatma Gandhi convocou a Índia a boicotar todos os produtos britânicos e assim revitalizou as indústrias locais no primeiro de suas ações não-violentas que permitiriam, em 1947, recuperar a independência da Índia; ele mesmo teceu suas roupas usando uma roda de fiar doméstica.
No final da década de 1940, os Estados Unidos fizeram um forte boicote aos produtos argentinos, tornando sua economia mais fraca e menos competitiva.
Em 1 de dezembro de 1955, em Montgomery (Alabama, EUA), Rosa Parks, uma costureira negra, recusou-se a dar o seu assento para um branco em um ônibus. O motorista chamou a polícia e a prendeu. Líderes de direitos civis organizaram um boicote à companhia de ônibus, tendo a frente o pastor batista Martin Luther King. O boicote foi um sucesso ressonante e tanto a empresa como os comerciantes do centro começaram a sofrer grandes perdas e, em resposta, em 30 de janeiro de 1956, as casas de Martin Luther King e outros líderes como Joan Robinson foram bombardeadas.
Líderes negros levaram o assunto aos tribunais, mas já não pediram redução na segregação, como nas negociações com a empresa, mas por sua abolição total. Em 13 de novembro de 1956, a Suprema Corte dos Estados Unidos declarou a segregação inconstitucional nos ônibus e o boicote terminou, com uma retumbante vitória, em 21 de dezembro, quando o mandato da Suprema Corte foi comunicado a Montgomery.
Na Alemanha, o diretor de imprensa do Senado de Hamburgo, Erich Lüth (1902-1989), chamou o boicote de um filme do diretor Veit Harlan em 1950 por causa de sua colaboração com o nazismo. O produtor do filme interpôs uma ação civil contra a Lüth e o caso foi para o Tribunal Federal Constitucional alemão, que protegia a Lüth por considerar que a incitabilidade ao boicote constituía um exercício legal do direito à livre expressão, observando que eles deveriam tê-lo em Contas dos tribunais de jurisdição ordinária (A. Jana Linetzky, A eficácia horizontal dos direitos fundamentais, p.2).
Outros casos são: o dos Trabalhadores Agrícolas da América, que adotou o princípio da não-violência e promoveu o boicote das uvas da Califórnia; ou iniciado em 1995 pelo Escritório Internacional para a Paz em oposição aos testes nucleares realizados na Polinésia Francesa. A indústria francesa do vinho sofreu especialmente esse boicote, devido à sua popularidade internacional. Finalmente, o Presidente da França, Jacques Chirac, comprometeu-se a assinar um Tratado de Proibição Completa de Testes Nucleares, ratificado em abril de 1998.
Alguns boicotes se destacam por sua duração. O mais longo foi o boicote de doze anos contra a Ford Motors iniciado pelo Comitê Nacional Irlandês. Terminou em 1998, quando a empresa concordou em implementar os princípios da McBride, de acordo com as quais as empresas dos EUA não financiam a discriminação contra os católicos na Irlanda do Norte.

## Métodos e objetivos
Um boicote é normalmente considerado como uma ação pontual para corrigir um ato notavelmente reprovável. Se isso acontecer com o passar do tempo, ou como parte de um amplo programa de conscientização ou reforma de leis ou regimes, o boicote faz parte do chamado consumo ético ou consumo responsável, termos que são considerados mais precisos e que se concentram em as mudanças a longo prazo nos hábitos de consumo. Uma das vitórias mais importantes alcançadas através de um boicote foi precipitar a abolição do Apartheid na África do Sul, apoiada por "desinvestimentos" desde a década de 1980. Os boicotes foram lançados em todo o mundo contra Shell, Kellogg's (empresa) e Coca Cola entre outros, para protestar contra as políticas racistas do governo sul-africano. As empresas que foram objeto do boicote promoveram decisões dos acionistas que exigiam não operar no país, acelerando a abolição do regime do Apartheid em 1994.
Um boicote hoje tem muitas mais chances de sucesso graças à Internet, através de sites, newsgroups ou listas de discussão. O efeito "bola de neve" na Internet é muito rápido em comparação com outros. Exemplo: o boicote de gays e lésbicas às empresas anunciantes no programa de televisão da Dra. Laura Schlessinger, que considerou o conteúdo homofóbico.

## Legalidade
O boicote é legal na prática em todos os países desenvolvidos. As restrições aplicam-se apenas a certas organizações, como os sindicatos, que não podem fazer boicotes a fornecedores de bens e serviços de suas empresas.